# Pornography
Pornography (с англ. — «Порнография») — четвёртый студийный альбом британской рок-группы The Cure, выпущенный 4 мая 1982 года на лейбле Fiction Records и записанный на студии RAK Studios с января по апрель 1982 года. Это был первый альбом группы с новым продюсером Филом Торнелли, которому предшествовал неальбомный сингл «Charlotte Sometimes». На сессиях группа оказалась на грани распада из-за интенсивного употребления наркотиков, драк и депрессии фронтмена Роберта Смита, которая подпитывала музыкальное и лирическое содержание альбома. Pornography представляет собой пик ранней, темной и мрачной музыкальной фазы The Cure, которая начиналась с их второго альбома Seventeen Seconds и продолжалась в третьем альбоме Faith.
После выпуска альбома группу покинул басист Саймон Гэллап; The Cure, таким образом ставшие дуэтом Смита и клавишника Лола Толхёрста, переключились на гораздо более яркое и более подходящее для радио звучание поп-музыки и новой волны. Несмотря на то, что на момент выпуска Pornography был плохо воспринят критиками и количество положительных отзывов было невелико, с годами он приобрёл уважительное отношение, культовый статус и звание одного из самых влиятельных альбомов в истории готического рока.
В 2005 году альбом был переиздан в расширенной версии и стал включать в себя оригинальную версию альбома первого компакт-диска, демозаписи, записи живых выступлений и некоторые дополнительные материалы на втором диске.

## Предыстория и запись
Следом за предыдущим альбомом группы Faith был выпущен неальбомный сингл «Charlotte Sometimes». Пластинка, в частности его кошмарная и галлюцинаторная сторона «Б» «Splintered in Her Head», намекала на темы, которые в будущем будут затрагиваться в Pornography.

В то время у меня было два варианта: либо полностью сдаться [совершить самоубийство], либо записать это [альбом] и вытащить из себя хоть что-то. Я действительно думал, что это конец для группы. У меня были все намерения расписаться, сделать альбом «на отъебись», а затем расторгнуть контракт с лейблом.
Оригинальный текст (англ.)I had two choices at the time, which were either completely giving in [committing suicide] or making a record of it and getting it out of me. I really thought that was it for the group. I had every intention of signing off. I wanted to make the ultimate 'fuck off' record, and then sign off [the band]".
— Роберт Смит о концепции альбома
Фронтмен коллектива Роберт Смит был психически истощен в тот период времени: «Между 1981 и 1982 годами я пребывал в крайне депрессивном состоянии. Мы находилась в туре предыдущего альбома около двухсот дней, и всего этого стало слишком много — не было времени заниматься чем-то другим».

## Наследие
В 2005 году журнал Spin процитировал альбом в качестве «высшей точки для музыкального развития готики». New Musical Express описал Pornography как «возможно альбом, который изобрел готику». Slant Magazine поместил альбом на 79 строчку в его списке лучших альбомов 1980-х. Наряду с альбомами Disintegration, Kiss Me, Kiss Me, Kiss Me, The Head on the Door и Faith, Pornography числится Apple Music как знаковый релиз The Cure.

## Список композиций
Слова и музыка всех песен — The Cure (Роберт Смит, Саймон Гэллап и Лоуренс Толхерст).
| №  | Название              | Длительность |
| -- | --------------------- | ------------ |
| 1. | «One Hundred Years»   | 6:42         |
| 2. | «A Short Term Effect» | 4:25         |
| 3. | «The Hanging Garden»  | 4:32         |
| 4. | «Siamese Twins»       | 5:35         |

| №                   | Название            | Длительность |
| ------------------- | ------------------- | ------------ |
| 1.                  | «The Figurehead»    | 6:15         |
| 2.                  | «A Strange Day»     | 5:06         |
| 3.                  | «Cold»              | 4:26         |
| 4.                  | «Pornography»       | 6:28         |
| Общая длительность: | Общая длительность: | 43:29        |

| №                   | Название                    | Описание                                                                 | Длительность                     |
| ------------------- | --------------------------- | ------------------------------------------------------------------------ | -------------------------------- |
| 1.                  | «Break»                     | демозапись, Group Home Instrumental Demo, минусовка, ноябрь 1981 года    | 2:11                             |
| 2.                  | «Demise»                    | демозапись, Rhino Studio Instrumental Demo, минусовка, декабрь 1981 года | 2:09                             |
| 3.                  | «Temptation»                | демозапись, Rhino Studio Instrumental Demo, минусовка, декабрь 1981 года | 4:00                             |
| 4.                  | «The Figurehead»            | демозапись, Rhino Studio Instrumental Demo, декабрь 1981 года            | 6:12                             |
| 5.                  | «The Hanging Garden»        | демозапись, Rhino Studio Instrumental Demo, декабрь 1981 года            | 5:29                             |
| 6.                  | «One Hundred Years»         | демозапись, Rhino Studio Instrumental Demo, декабрь 1981 года            | 7:00                             |
| 7.                  | «Airlock: The Soundtrack»   |                                                                          | 13:07                            |
| 8.                  | «Cold»                      | запись с концерта в Hammersmith Odeon, май 1982 года                     | 3:54                             |
| 9.                  | «A Strange Day»             | запись с концерта в Hammersmith Odeon, май 1982 года                     | 4:05                             |
| 10.                 | «Pornography»               | запись с концерта в Hammersmith Odeon, май 1982 года                     | 5:55                             |
| 11.                 | «All Mine»                  | запись с концерта в Hammersmith Odeon, май 1982 года                     | 2:54                             |
| 12.                 | «A Short Term Effect»       | запись с концерта в Брюсселе, июнь 1982 года                             | 4:05                             |
| 13.                 | «Siamese Twins»             | запись с концерта в Брюсселе, июнь 1982 года                             | 6:03                             |
| 14.                 | «Temptation Two» (AKA LGTB) | демозапись, RS Studio Demo, июль 1982 года                               | 3:57                             |
| Общая длительность: | Общая длительность:         | Общая длительность:                                                      | 71:01 Общая длительность: 114:17 |

## Участники записи
Список составлен по сведениям базы данных Discogs.
| The Cure: - Роберт Смит — вокал, гитара, клавишные (в песнях «One Hundred Years», «The Hanging Garden», «Cold», «Pornography»), виолончель (в песне «Cold»); - Саймон Гэллап — бас-гитара, клавишные (в «Strange Day», «Cold», «Pornography»); - Лоуренс Толхерст — ударные, клавишные (в «One Hundred Years»). | Технический персонал: - The Cure — продюсер; - Фил Торнелли — сопродюсер, ассистент звукоинженера; - Майк Носито — звукоинженер; - Майкл Костифф — фотограф; - Бен Келли — дизайн конверта. |

## Позиции в хит-парадах и уровни продаж
Еженедельные чарты:
| Год            | Чарт                             | Высшая позиция | Пребывание |
| -------------- | -------------------------------- | -------------- | ---------- |
| 1982           | Великобритания (UK Albums Chart) | 8              | 9 недель   |
| 1982           | Нидерланды (Album Top 100)       | 17             | 8 недель   |
| 1982           | Новая Зеландия (RMNZ)            | 9              | 8 недель   |
| 1982           | Швеция (Sverigetopplistan)       | 45             | 2 недели   |
|                |                                  |                |            |
| 2004—2005      |                                  |                |            |
| Франция (SNEP) | 81                               | 6 недель       |            |
|                |                                  |                |            |
| 2005           | Бельгия/Валлония (Ultratop)      | 70             | 2 недели   |
| 2005           | Италия (Classifica album)        | 89             | 1 неделя   |
|                |                                  |                |            |
| 2022           | США (Billboard 200)              | 133            | 1 неделя   |